# Sandra (artist)
Sandra Ann Lauer (tidigare Sandra Cretu och Sandra Menges), artistnamn Sandra, född 18 maj 1962 i Saarbrücken, är en tysk popsångerska. Hon var tidigare gift med den rumänsk-tyske musikern Michael Cretu och medlem av grupperna Arabesque och Enigma.

## Biografi

### Barndomen och tonåren med Arabesque
Sandra föddes i tyska Saarbrücken nära den franska gränsen och växte upp med pappa Robert, som var fransman, mamma Karin, som var tyska, och brodern Gaston som hade en funktionsnedsättning. Sandra upptäcktes redan som 12-åring av managern George Roman vid en talangjakt 1974. Två år senare debuterade hon med singeln Andy Mein Freund som dock inte blev någon större framgång men som ledde till uppdraget som sångerska i discogruppen Arabesque. Tjejgruppens framgångar i Europa blev sparsamma medan de uppnådde Abba-status i Japan med totalt 13 storsäljande album och 30 singlar fram till början av 1980-talet. Under gruppens många turnéer i Asien lärde hon känna musikern Michael Cretu, gruppens keyboardist, och de blev så småningom ett par.

### Solokarriären
Efter Arabesques splittring satsade Sandra på en solokarriär. 1984 producerade pojkvännen hennes första singel Japan Ist Weit, en tysk version av Alphavilles hit Big In Japan, som såldes i 125 exemplar. Framgångarna uteblev och kom först med nästa singel (I'll Never Be) Maria Magdalena som skrevs i samarbete med bland andra gruppmedlemmarna i Hubert KaH. Singeln blev en enorm framgång i Europa sommaren och hösten 1985, med topplaceringar i 21 länder och ytterligare fem länder där hon placerade sig inom topp 10. I Sverige sålde singeln fyrdubbel platina, vilket slog alla tidigare försäljningsrekord av bland andra The Beatles och Abba.
Sandras fyra första album The Long Play, Mirrors, Ten On One (The Singles) och Into A Secret Land blev hennes bäst säljande och ledde till en lång rad 80-talshits som In the Heat of the Night, Loreen, Heaven Can Wait och Everlasting Love men även senare under 1990-talet uppmärksammades låtar som Hiroshima och Don't Be Aggressive, till stor del för hennes stora engagemang i politik- och djurrättsfrågor. Några av de länder där hon skördat störst framgångar är Mexiko, Israel, Brasilien, Grekland, Frankrike, Ryssland och Sverige.

### Föräldraskap och Enigma
Den 7 januari 1988 gifte sig Sandra Lauer och Michael Cretu och flyttade från München till Santa Agnes på den spanska ön Ibiza. År 1990 gjorde de gemensam succé med projektet Enigma som blev en världssuccé med bland andra hitlåtarna "Sadeness", "Return to Innocence" och över 30 miljoner sålda album. Sandra själv hade då sålt drygt 12 miljoner album vilket länge gjorde henne till den bäst säljande kvinnliga artisten i Europa, utanför Storbritannien och Irland.
Hennes solokarriär fortsatte med albumen Paintings in Yellow och Close to Seven några år in på 1990-talet men pausades på obestämd tid 1995, efter albumet Fading Shades. Samma år födde Sandra tvillingarna Nikita och Sebastian. Uppehållet kom att vara i sju år för att hon ville fokusera på att ta hand om sin familj samtidigt som Michael Cretu var upptagen med Enigma.

### Comeback
Sandra gjorde en lyckad comeback 2002 med chillout-albumet The Wheel Of Time som i Tyskland gick rakt in på albumlistans topp 10. 2006 var hon tillbaka med duetten Secrets Of Love tillsammans med DJ Bobo som de nådde stora framgångar med i delar av Europa. Samma år remixades alla hennes stora hits på albumet Reflections - The Reproduced Hits som påföljande år även gavs ut i en specialutgåva med nya specialremixer för den franska marknaden.

### Skilsmässa
I februari 2007 lanserades albumet The Art Of Love, producerat av Jens Gad. Det var första gången som hon skrev en del material på egen hand och första gången som hennes man inte producerade. På albumet medverkar bland andra DJ Bobo och Sinéad O'Connor är en av kompositörerna. Efter att ha levt åtskilda en längre tid, ansökte Sandra och Michael om skilsmässa i november 2007, på grunderna skiljaktiga meningar både privat och professionellt. Sandra har i efterhand berättat att albumet The Art Of Love blev tungt och sorgligt då det arbetades fram under separationen med Michael. Efter skilsmässan medverkade Sandra inte längre i projektet Enigma. Hon uttryckte glädje över ökad artistisk frihet i samarbetet med Jens Gad.
2009 var Sandra tillbaka med uppföljande albumet Back To Life, även denna gång producerat av Jens Gad. Albumets 15 låtar var komponerade och samproducerade av vitt skilda musiker som Toby Gad, Axel Breitung, Olaf Menges och Zippy Davids.
Våren 2010 gifte sig Sandra och hennes partner och manager Olaf Menges, som hon hade träffade efter sin skilsmässa. 2014 gick Sandra och Olaf Menges skilda vägar.

### Retrovågen
2012 lät Sandra DJ-duon Blank & Jones ge ut en kollektion av Sandras hits i deras projektserie So80s. Resultatet blev albumet So80s presents Sandra (curated by Blank & Jones) innehållande US- och UK-versioner samt förlängda och instrumentala versioner av hennes stora hits. Samarbetet, som hade påbörjats under ett möte på ECHO Awards 2010, vidareutvecklades och resulterade även i den nyskrivna 80-talsklingande singeln Maybe Tonight. Senare samma år släpptes retroalbumet Stay In Touch med 11 låtar skrivna av Blank & Jones och som gick direkt in på tyska albumlistans topp 20. Albumet var en tydlig flört med hennes ursprungliga 80-talssound där hon för första gången sjöng ihop med Hubert Kemmler sedan albumet Into A Secret Land 1988. En deluxe-version innehållande 2 CD med förlänga versioner släpptes. Sandra har i intervjuer varit väldigt entusiastisk över 80-talstemat och att få arbeta med Hubert igen efter så många år.

### Privatliv
Den 7 januari 1988 gifte hon sig med sin producent Michael Cretu. Den 31 oktober 2008 skiljde sig Sandra och Michael Cretu. Våren 2010 gifte sig Sandra med Olaf Menges, som hon hade lärt känna i slutet av 2000 på Ibiza. 2014 valde Sandra och Olaf att gå skilda vägar. Sandra lever alltjämt kvar på Ibiza. 
I en intervju hos Markus Lanz den 3 juli 2012 bekräftade hon att hon är fransyska. Hennes far är fransman, och enligt de då gällande reglerna fick barnen automatiskt faderns medborgarskap.

## Sverigebesök
- Gästartist i Nöjesmassakern, 11 oktober 1985
- Konsert Gröna Lund, Stockholm 6 juni 1986
- Stuart Ward intervjuar Sandra, Nordic Channel 1990
- YEZZP Exklusiv intervju med Sandra, tema WWF SVT 1990

## Diskografi
- - Andy Mein Freund (1976)
  - Japan Ist Weit (1984)
- The Long Play (1985)
  - (I'll Never Be) Maria Magdalena (1985)
  - In The Heat Of The Night (1985)
  - Little Girl (1986)
  - Sisters And Brothers (1988, promotion only, Japan)
- Mirrors (1986)
  - Innocent Love (1986)
  - Hi! Hi! Hi! (1986)
  - Loreen (1986)
  - Midnight Man (1987)
- Ten On One - The Singles (samlingsalbum + VHS, 1987)
  - Everlasting Love (1987)
  - Stop For A Minute (1988)
- Into A Secret Land (1988)
  - Heaven Can Wait (1988)
  - Secret Land (1988)
  - We'll Be Together (1989)
  - Around My Heart (1989)
  - La Vista De Luna (1989, promotion only/Spain)
- Everlasting Love (samlingsalbum, UK-release, 1988)
  - Everlasting Love (PWL-remix, UK, 1988)
  - Yes We Can (med Artist United For Nature) (1989)
- Paintings In Yellow (1990)
  - Hiroshima (1989)
  - (Life May Be) A Big Insanity (1990)
  - One More Night (1990)
- Close To Seven (1992)
  - Don't Be Aggressive (1992)
  - I Need Love (1992)
  - Steady Me (1992, promotion only)
- 18 Greatest Hits / The Essential (samlingsalbum + VHS, 1992)
  - Johnny Wanna Live (1992)
  - (I'll Never Be) Maria Magdalena ('93 remix - cd 1, 1993)
  - (I'll Never Be) Maria Magdalena ('93 remix - cd 2, 1993)
- Sandra Box Collection (1994)
- Fading Shades (1995)
  - Nights In White Satin (1995)
  - Won't Run Away (1995)
- My Favourites (Favoriter och remixer, 1999)
  - Secret Land ('99 remix, 1999)
- The Wheel Of Time (2002)
  - Forever (2001)
  - Such A Shame (2002)
  - I Close My Eyes (2002)
  - Forgive Me (2002, promotion only, Germany)
- The Complete History (DVD, 2003)
  - Secrets Of Love (duett med DJ Bobo, 2006)
- Reflections - The Reproduced Hits (remixalbum, 2006)
- The Art Of Love (2007)
  - The Way I Am (2007)
  - What Is It About Me (2007)
- Reflections - Limited French Edition (remixalbum, Frankrike, 2007)
  - In The Heat Of The Night (2007 Remixes) (Frankrike, 2007)
- Back To Life (2009)
  - In A Heartbeat (2009)
  - The Night Is Still Young (duett med Thomas Anders, 2009)
- The Platinum Collection (best of, förlängda versioner, 2009)
- So80s presents Sandra (curated by Blank & Jones) (best of, svåråtkomliga och på CD outgivna låtversioner, 2012)
- Stay In Touch (2012)
  - Maybe Tonight (2012)
  - Infinite Kiss (2012)

Se även album med Enigma, Arabesque